# Émilie Tran Nguyen
Pour les articles homonymes, voir Nguyễn et Tran.
Émilie Tran Nguyen, née le 27 mars 1985 à Marseille, est une journaliste française. De mars 2016 à juillet 2023, elle présente le 12/13 sur France 3. Depuis 2024, elle présente l'émission En Société diffusée le dimanche soir sur France 5.

## Biographie
Née d'un père vietnamien qui a fui son pays où il menait une vie aisée à cause de la guerre, et d'une mère d'origine algérienne et roumaine, elle a fait ses études à l'ESC Clermont puis à l'Institut pratique du journalisme (IPJ) à Paris.
Émilie Tran Nguyen a commencé comme journaliste à La Montagne puis a travaillé à France 3 Centre-Val de Loire en 2011. La même année, elle entre à l'Institut pratique du journalisme de Paris-Dauphine.
En 2014, elle quitte le service public pour le groupe Canal+ et fait ses armes au sein de la chaîne d’info I-Télé. Fin 2015, elle rejoint Canal+ pour présenter les journaux de La Nouvelle Édition durant le congé maternité de la présentatrice titulaire Émilie Besse.
À partir du 21 mars 2016, elle présente le 12/13 sur France 3 à la place de Samuel Étienne. En août 2017, elle est suppléante du 19/20 en semaine[réf. nécessaire].
À la rentrée 2017, elle intègre l'émission C l'hebdo sur France 5, présentée chaque samedi par Ali Baddou.
De janvier 2019 à 2020, Émilie Tran Nguyen présente chaque mercredi à 22h30 l'émission Ouvrez le 1 aux côtés d'Éric Fottorino. Diffusée sur France Info, l'émission est élaborée en partenariat avec l'hebdomadaire Le 1 dont Éric Fottorino est le cofondateur.
Le 15 mai 2019, elle coprésente en Eurovision, le débat des candidats à la présidence de la Commission européenne retransmis, en France, sur Euronews et Franceinfo,.
Pendant le premier confinement de 2020, elle présente le magazine d'investigation de France 3, Pièces à conviction et remplace exceptionnellement Virna Sacchi qui en raison des règles du confinement, ne peut pas quitter les Hauts-de-France où elle travaille habituellement.
En juillet 2020, Émilie Tran Nguyen prend la suite de Maxime Switek dans l'émission C à vous, et est responsable de la chronique d'actualité « 5 sur 5 ». Elle est remplacée la saison suivante par Matthieu Belliard, mais elle reste chroniqueuse dans l'émission pour une chronique consacrée à un fait d'actualité. Du 17 au 26 mai 2023 elle présente C à vous en remplacement d'Anne-Élisabeth Lemoine qui présente C à vous, la suite délocalisée au Festival de Cannes 2023.
Le 7 juillet 2023, elle présente son dernier 12/13 National, la direction de l'information ayant décidé de supprimer les éditions nationales du journal pour confier la réalisation des journaux aux stations régionales uniquement,.
À partir du 4 septembre 2023, elle remplace Marianne Théoleyre à la présentation de la tranche 12 h - 13 h de la chaîne d'information en continu Franceinfo. À partir du 22 avril 2024, la tranche est rallongée de 11 h à 13 h. En parallèle, dans C à vous, elle n’intervient plus que deux fois par semaine, les jeudis et vendredis. Après le départ d’Aurélie Casse de l’émission, elle y intervient de nouveau du lundi au vendredi, à partir de janvier 2024.
En février 2024, elle coréalise avec Jessica Bagic le documentaire « Je ne suis pas chinetoque » - Histoire du racisme anti-asiatique.
En l'absence de Maya Lauqué, elle présente Télématin les week-ends du 17 et 24 février 2024. Par la suite, dès le mois de mai 2024, elle remplace Marie Portolano, d’abord lors de ses congés puis lors de son congé maternité,.
À l'occasion de conférence de presse de rentrée, Stéphane Sitbon-Gomez annonce qu'elle remplace Karim Rissouli dans le magazine En société sur France 5 à partir du dimanche 15 septembre 2024.
En 2025, elle est reporter dans l’émission Mieux dans ma tête - Parlons santé mentale sur France 2.

## Engagement
En mars 2017, elle participe à la campagne #AsiatiquesDeFrance, dénonçant les clichés sur la communauté asiatique de France.
Elle est la marraine de la promotion 2021 de La Chance, une préparation aux concours des écoles de journalisme destinée aux étudiants boursiers visant à une meilleure représentation sociale et ethnique de la société dans les médias. Elle motive cette décision par son parcours personnel auprès des étudiants en déclarant que « ce monde-là m’était étranger. Il me semblait impossible à rejoindre ».

## Vie privée
Elle est mariée avec Maxime Darquier, chroniqueur à C politique sur France 5 depuis juillet 2018. Elle est mère d'une fille née le 30 août 2019, prénommée Ava et d'un garçon prénommé Pio, né le 9 juin 2022.

## Documentaires
- 2024 : « Je ne suis pas chinetoque » - Histoire du racisme anti-asiatique, co-réalisé avec Jessica Bagic